# Necherezi
Necherezi (del ruso: Нечерезий) o Nacherezi (del ruso: Начерезий) o Necherzi (Нечерзий) es un aúl del raión de Teuchezh en la república de Adiguesia de Rusia. Está situado 4 km al norte de Ponezhukái y 67 km al noroeste de Maikop, la capital de la república.  A menos de un kilómetro al este del pueblo desemboca el río Apchas. Tenía 351 habitantes en 2010
Pertenece al municipio Ponezhukáiskoye.

## Historia
Fue construido en 1975 para realojar a los desplazados por la construcción del embalse de Krasnodar.